# Mockfjärds sporthall
Mockfjärds sporthall, är en idrottsanläggning för inomhusidrott i Mockfjärd, som stod klar 2007. Sporthallen ägs av Gagnef Kommun och en del av driftansvaret är utlagt på fyra stycken föreningar.
Hallen har läktare på ena långsidan som består av tre stycken rader med nedfällbara stolar i tyg. Spelplanen är 40x20m och Handbollslaget IFK Mockfjärd och Innebandylaget IBF Gagnef spelar sina hemmamatcher här.